# Badugi

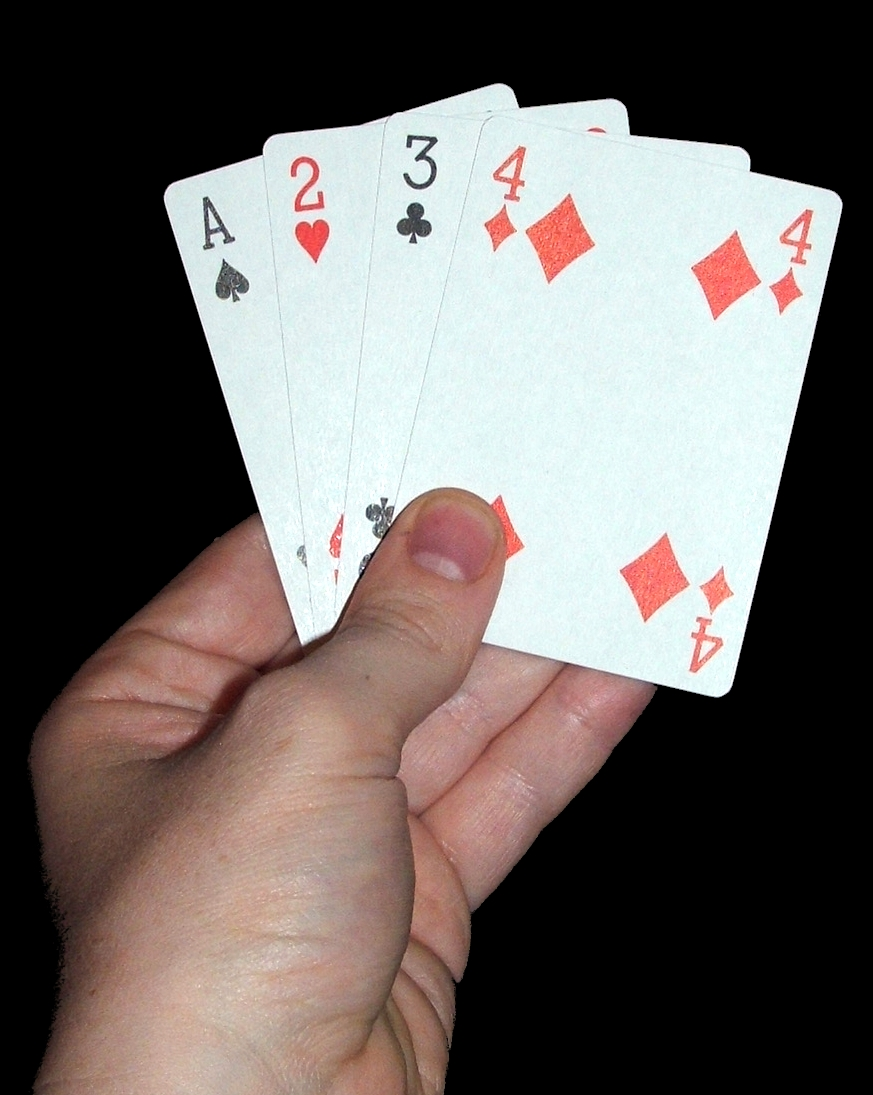
La mejor mano en badugi, A-2-3-4 de diferentes palos.

Badugi (conocido también como Badougi, Paduki o Padooki) es un tipo de draw poker similar al triple draw, con la diferencia que en Badugi se juega con manos bajas.  El sistema de apuestas es idéntico a juegos populares en los que se usa ciegas, como Texas hold 'em, pero con la diferencia de que se entregan cuatro cartas. Al final de cada ronda de apuestas, el jugador puede mantener sus cartas o hasta cambiar las cuatro para formar la mejor mano de badugi.
Originario posiblemente en Corea, Badugi es jugado en casinos y salas en línea.

## Desarrollo del juego
Para las descripciones que siguen a continuación se asume cierta familiaridad con la forma de jugar de Póquer, y con las manos de póquer.
El objetivo de Badugi es obtener manos bajas (lowball). Luego de colocar las ciegas, el juego comienza repartiendo cuatro cartas (cubiertas) a cada jugador y serán sólo descubiertas (posiblemente) al mostrar las cartas al final de la mano. La mano comienza con una ronda de apuestas, comenzando por el jugador a la izquierda del "big blind" y se continúa en la dirección de las agujas del reloj.
Luego de esto el jugador puede descartar cartas que no les convenga - una carta que posea el mismo palo de otra, cartas de mismo valor o simplemente cartas muy altas. Esto se repetirá dos veces más (dos rondas de apuestas con sus respectivas rondas de descarte).
Luego de la tercera ronda de descarte (Draw round), se realiza una cuarta y última de apuestas.

### Show Down
Finalmente, la muestra de cartas si fuera necesario para dirimir al ganador entre los jugadores que todavía estén en la mano.

## Evaluación de manos
Badugi tiene una diferente evaluación a las tradicionales variantes de póquer. Se desestima las escaleras, pero no el flush, cartas de mismo palo o pares. De presentarse éstos en la mano de un jugador, se van descartando. Así, un badugi de cuatro cartas siempre ganará a una de tres; una de tres, a una de dos; y una de dos, a un badugi de una sola carta.
Si dos jugadores tienen el mismo número de cartas, se evalúa de mayor a menor. Si la primera es la misma se continúa a la segunda más alta y así sucesivamente hasta determinar al ganador. La mejor mano posible es A234 de diferentes palos. La peor posible es K♣K♦K♥ K♠ (badugi de una sola carta, K).
Ejemplos:
- 2♠4♣5♦6♥  vence a A♠2♣3♦7♥  (ambos badugi de cuatro cartas) debido a que la mayor carta de la primera mano es 6.
- 4♠5♣6♦K♥  vence a 2♠3♠4♦7♥ . La primera mano es un badugi de cuatro, 456K; mientras que el segundo, 247, un badugi de tres (2,3 del mismo palo).
- A♠5♦9♦9♥  vence a A♣2♠2♥J♦ . Ambos badugi de tres, A59 y A2J.
- 2♠3♠4♦7♥  vence a 4♠5♠6♦K♥ . Ambos badugi de tres.
- 5♦ 7♣K♣K♥  vence a 2♠3♦ K♠K♦ . Badugi de tres frente a badugi de dos.